# Канюк (роман в стихах)

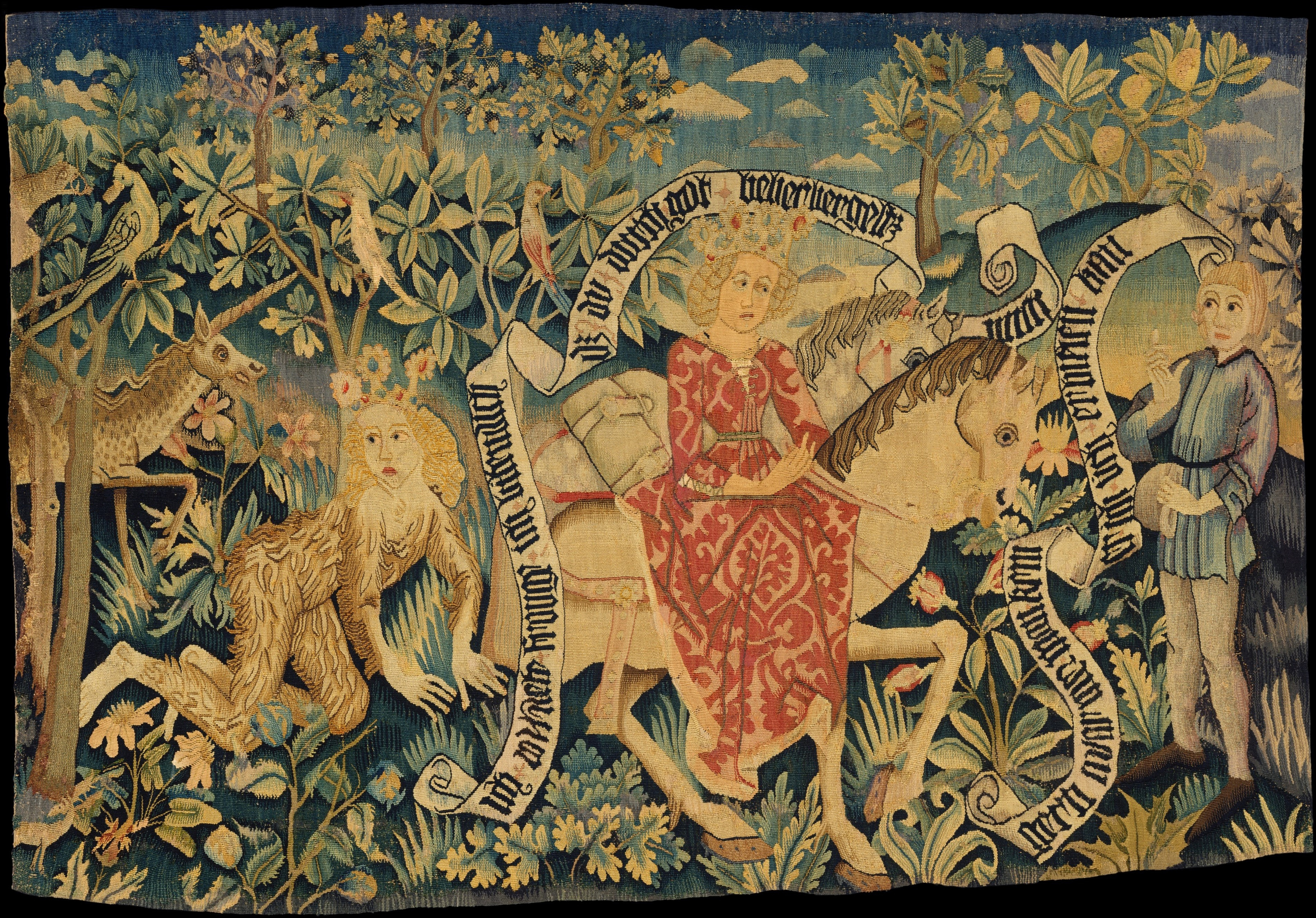
На этом гобелене, сотканном из шерсти, льна, шелка, хлопка и металлической нити (Страсбург, ок. 1480–1490), изображены две сцены из поэмы

Канюк представляет собой роман в стихах на Средневерхненемецком языке в 1074 рифмованных куплетах. Вероятно, текст появился в 14 веке и вбирал мотивы французской придворной литературы.

## Содержание
Принцесса Франции против её воли обручена с королем Марокко в результате политически выгодного брака. Чтобы спасти её, принц Англии переодевается, пробирается в ее замок, а затем бежит с принцессой. Пока она спит в лесу, принц любуется двумя её кольцами, пока не подлетает канюк и не крадёт одно из колец. Принц последовал за птицей, но заблудился в лесу и вскоре потерял рассудок от горя и отчаяния.
Вот уже год принц живет как дикарь в лесу. Тем временем принцесса нашла убежище на мельнице и зарабатывает на жизнь шитьём, пока ждет его возвращения. Не узнав принцессу, позже её забирают дядя принца, а также герцог, и его жена. Однажды герцог отправляется на охоту и ловит дикого принца. Он берёт его в свой замок и заботится о нем в течение следующих шести недель.
Когда принц во время охоты хочет доказать свое благородное происхождение и воспитание, он ловит канюка и ко всеобщему изумлению откусывает ему голову. Чтобы оправдать свои действия, он рассказывает свою историю, и принцесса, наконец, узнаёт его. После этого они живут долго и счастливо.

## Тематика произведения
Центральным в повествовании является образ канюка, слетающего с неба, чтобы украсть кольцо дамы, что, в свою очередь, побуждает её рыцаря отправиться за драгоценностью. Влюблённые на время разлучены, и рыцарю предоставляется возможность для приключений и великих подвигов, прежде чем они воссоединятся. Эту тему можно найти и в сегодняшней литературе, например, в рассказе Питера Бичселя «Канюк» (1985), в котором воспроизведены мотивы средневекового оригинала. Образ дикого дворянина, показанный в метаморфозе принца, также является отсылкой к существующей традиции: он восходит к сказкам одиннадцатого и двенадцатого веков с такими персонажами, как Мерлин, Тристан и Рейнолдус, которые претерпевают такую временную метаморфозу.
В средневековой литературе «Канюк» имеет дело с той же темой, что и «Коршун» Жана Ренара, несколько более старый придворный роман 1902 года, в котором другая хищная птица, коршун, берёт на себя роль грабителя. Пол Мейер подозревает, что обе работы происходят из общего источника, который еще предстоит обнаружить; по словам Сандры Линден, которая ссылается на Розенфельда и Райнхольда Келера, этот оригинал является французским текстом. Однако в обзоре 1937 года Филипп Август Беккер заключает, что такого источника не существует и что этот предмет изобрел Ренарт.

## О рукописи и жанре
Поэма сохранилась в полном виде в единственной известной современной рукописи. Помимо этого, до нас дошли три фрагментарных экземпляра произведения. Немецкий филолог Сандра Линден в своих исследованиях относит создание поэмы к началу XIV века.
«Канюк» считается похожей на роман стихотворной новеллой (объемом обычно от 150 до 2000 строк), в которой рассказывается о таких мирских вещах, как любовь. «Канюк» продолжает французскую традицию Прекрасного Магелоне, а также имеет сходство с работами Конрада фон Вюрцбурга и поэмой Ивейн.

## Культурное влияние
К поэме были созданы многочисленные иллюстрации, в том числе длинный гобелен, фрагменты которого сейчас хранятся в Метрополитен-музее в Нью-Йорке, Музее прикладного искусства в Кёльне, Музее Виктории и Альберта в Лондоне, Германском национальном музее в Нюрнберге и в Париже. На экспонате из Метрополитен-музея принц Англии изображен диким человеком, а принцесса, едущая на своей лошади (Zelter), находит убежище у бедняка. По словам Дженнифер Флойд, существование таких гобеленов указывает на рынок для настенных ковров и гобеленов, изображающих, среди прочего, сцены охоты; такие настенные украшения были доступны не только высшей знати, но и богатым купцам и низшей знати.
Джон Твининг пишет, что действие в пьесе «Сон в летнюю ночь» Уильяма Шекспира, в котором четверо влюбленных теряются в лесу, было задумано как пародия на «Канюка».

## Веб-ссылки
- Der Busant (Magelona). In: Friedrich Heinrich von der Hagen (Hrsg.): Gesammtabenteuer. Hundert altdeutsche Erzählungen, Bd. 1, Abschnitt 16, S. 331–366